# Famobil
Famobil (pronúnciese con acento en la «o», fa-mó-bil) fue la marca de la compañía juguetera española Famosa licenciataria de la alemana Playmobil para fabricar y distribuir sus productos en España y Portugal entre los años 1976 y 1983. Su nombre empleaba las dos primeras sílabas de "Famosa" y las dos últimas de "Playmobil".
A partir de junio de 1983, se fundó Playmobil Ibérica y Playmobil pasó a fabricar y distribuir directamente sus productos en España. La fábrica de Famobil, que se encontraba en Onil (Alicante), pasó a ser propiedad de Playmobil y en este lugar se estableció la sede de Playmobil Ibérica S.A.U. Según datos de enero de 2010, Playmobil Ibérica es una de las principales delegaciones de la firma alemana, para la que fabrica 15 referencias de juguetes. Su producción está, según las estadísticas, entre el 7% y el 15% de la producción mundial.

## Diferencias entre Famobil y Playmobil
Famobil bautizó sus muñecos con el nombre «click» para los muñecos varones y «clack» para las mujeres (si bien este último nunca fue muy popular). En los productos originales de Playmobil se denominaban indistintamente «klicky». El nombre de "click" fue utilizado tanto en las cajas como en catálogos y publicidad de la época, popularizando el juguete con el nombre "Clicks de Famobil", lo que explica que con el cambio de Famobil a Playmobil se continuase utilizando la expresión "Clicks de Playmobil". En 1981, cuando Playmobil evolucionó y aparecieron las primeras figuras de niños, en las cajas venía indicado que contenían "miniclicks" y "miniclacks".
En las piezas de Famobil es frecuente encontrar grabado el logotipo de Famobil (un círculo dividido en dos con una "f" en el centro), esta marca se podía ver tanto en las piezas de construcción como en la planta de los pies de las figuras. Pero también se encuentran piezas marcadas con una "b", el logotipo de Geobra Brandstätter GmbH, empresa alemana propietaria de Playmobil. De esta manera se puede deducir que Famobil fabricó piezas con moldes propios pero también utilizó moldes alemanes, o bien recibía piezas fabricadas en Alemania. A partir de 1983 siguieron apareciendo figuras con el logotipo de Famobil en cajas de Playmobil.
Centrándonos en la figura en concreto, los clicks fabricados en Onil con moldes de Famobil se diferenciaban de los alemanes por el hecho de llevar el logotipo de Famobil en la planta del pie izquierdo junto a la inscripción "Geobra". El «click» de Famobil tendrá por tanto una "f" en un círculo seguida de la palabra "geobra" mientras que en un «click» de Playmobil se apreciará la "b" de Geobra. En el otro pie suele aparecer "1974", año en que se registró la pieza.
En cuanto a las manos de los Famobil, siempre fueron rígidas y del mismo color que el brazo, salvo en alguna caja de motoristas y en los niños, que siempre tuvieron manos móviles y de color rosáceo.
La referencias fabricadas por Famobil suelen coincidir con las de Playmobil de Alemania en la misma época, aunque existen referencias propias de ambos países.
Los productos Famobil son muy apreciados por los coleccionistas de Playmobil debido a que su calidad es similar a la de Playmobil y a que se vendieron exclusivamente en España y Portugal.

## Registro posterior de la marca Famobil
La juguetera, Falomir, registró la marca Famobil en España en 2007 y posteriormente la murciana Boys Toys la adquirió para comercializar a partir de 2009 unos juguetes de figuras y todos sus complementos importados muy similares a los del grupo alemán. En 2013,  a instancias de Geobra, propietaria de Playmobil que presentó una demanda, el Juzgado de lo Mercantil n.º 2 de Alicante declaró nula la marca Famobil,  “por incompatibilidad” con las marcas de Playmobil.